# Station Biên Hòa

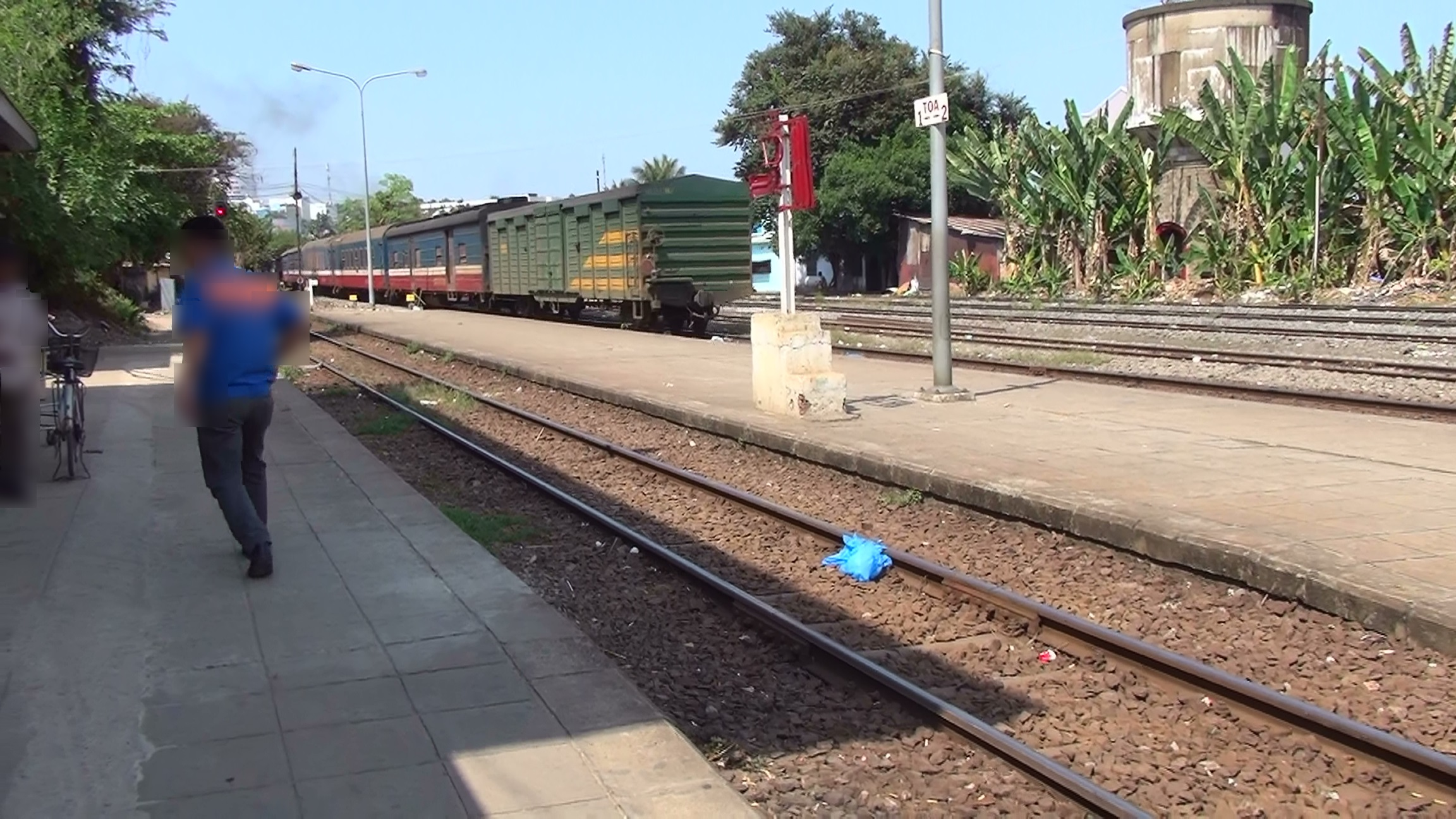
Station Biên Hòa

Station Biên Hòa is een spoorwegstation in Biên Hòa, de hoofdstad van de Vietnamese provincie Đồng Nai. Station Biên Hòa ligt aan de Noord-zuid spoorweg, die Station Sài Gòn met Station Hanoi verbindt.
Voor het station ligt een emplacement.
Station Hanoi · Station Phu Ly · Station Nam Dinh · Station Thanh Hoa · Station Hai Phong · Station Vinh · Station Đồng Hới · Station Dong Ha · Station Hue · Station Da Nang · Station Tam Ky · Station Quang Ngai · Station Dien Tri · Station Tuy Hoa · Station Nha Trang · Station Muong Man · Station Sài Gòn